# Cộng hòa Congo
Cộng hòa Congo, cũng được gọi là Congo-Brazzaville hay đơn giản là Congo, là một quốc gia có chủ quyền nằm ở Trung Phi. Congo giáp với năm quốc gia: Gabon và Đại Tây Dương về phía tây; Cameroon về phía tây bắc; Cộng hòa Trung Phi về phía đông bắc; Cộng hòa Dân chủ Congo về phía đông và nam; và tỉnh Cabinda thuộc Angola ở phía tây nam.
Congo-Brazzaville từng là một phần của châu Phi Xích Đạo thuộc Pháp. Sau khi giành được độc lập năm 1960, Congo thuộc Pháp trở Cộng hòa Congo. Cộng hòa Nhân dân Congo là một nhà nước đơn đảng theo chủ nghĩa Marx-Lenin tồn tại từ 1970 tới 1991. Sau đó, các cuộc bầu cử đa đảng đã được tổ chức từ năm 1992, dù chính quyền dân cử đã bị trục xuất năm 1997 trong cuộc Nội chiến Cộng hòa Congo và Denis Sassou Nguesso đã giữ chức tổng thống từ năm đó.

## Lịch sử

### Thời kỳ tiền thuộc địa
Những nhóm người Bantu đã lập nên các bộ lạc tại khu vực này từ 1500 trước công nguyên. Nhiều vương quốc Bantu—đáng chú ý là đế quốc Kongo, vương quốc Loango, và vương quốc Anziku (Teke)—đã xây dựng những còn đường thương mại dẫn vào vùng lưu vực sông Congo.
Nhà thám hiểm người Bồ Đào Nha Diogo Cão đến cửa sông Congo năm 1484. Mối quan hệ thương mại nhanh chóng phát triển giữa các vương quốc Bantu trong nội địa và các nhà buôn châu Âu, trao đổi nhau nhiều loại hàng hóa, sản phẩm và cả nô lệ. Sau nhiều thế kỷ làm trung tâm giao thương lớn, thực dân châu Âu bắt đầu biến vùng lưu vực sông Congo thành thuộc địa của mình vào cuối thế kỷ XIX.
Năm 1910, Congo bị sáp nhập vào thuộc địa châu Phi Xích đạo thuộc Pháp và Brazzaville trở thành thủ đô. Việc lạm dụng sức lao động của những người làm công dẫn đến sự phản đối công khai chống lại thực dân Pháp.
Năm 1956, tu sĩ Fulbert Youlou thành lập Liên minh dân chủ bảo vệ quyền lợi châu Phi. Năm 1960, Cộng hòa Congo, còn gọi là "Congo-Brazzaville" tuyên bố độc lập. Tu sĩ F. Youlou trở thành Tổng thống và từ chức sau cuộc nổi dậy của nhân dân năm 1963. Alphonse Massamba Débat lên nắm quyền.
Năm 1968, Marien Ngouabi tiến hành cuộc đảo chính quân sự và tuyên bố nền Cộng hòa nhân dân (1970). Năm 1977, M. Ngouabi bị ám sát và Denis Sassou Nguesso trở thành Tổng thống (1979).
Từ năm 1990, thể chế đa đảng được thông qua. Năm 1992, lãnh đạo đảng Dân chủ đối lập, Pascal Lissouba, đắc cứ Tổng thống. Tháng 6 năm 1997, xảy ra các cuộc xung đột đẫm máu giữa phe ủng hộ cựu Tổng thống S. Nguesso và phe ủng hộ Tổng thống đương nhiệm P. Lissouba. Sau khi đánh bại Tổng thống Lissouba, S. Nguesso tuyên bố trở thành Tổng thống. Tuy nhiên, các cuộc xung đột tiếp tục xâu xé đất nước.
Cuối năm 1999, một hiệp định hòa bình được ký kết giữa Sasou Nguesso và nhóm nổi dậy ở miền Nam. Tình trạng thời kì hậu chiến cũng không kém phần bi đát: căn bệnh buồn ngủ và một số bệnh dịch khác tràn lan khắp đất nước. Tháng 3 năm 2002, Tổng thống Denis Sassou Ngueso tái đắc cử với 89,4% số phiếu. Các đối thủ của ông hoặc bị ngăn chặn không thể về nước hoặc rút lui khỏi cuộc bầu cử. Quân đội nổi dậy tiếp tục các cuộc chiến chống lại lực lượng Chính phủ. Điều này đã dẫn đến chiến tranh Pool vào năm 2016.

## Địa lý
Quốc gia ở Trung Phi, Bắc giáp Cameroon và Cộng hòa Trung Phi, Nam và Đông giáp Cộng hòa Dân chủ Congo, Tây giáp Gabon, Tây Nam giáp Angola và Đại Tây Dương.
Ngoại trừ dải đồng bằng hẹp ven biển, địa hình phần lớn là cao nguyên và đồi. Sông Oubangi và sông Congo tạo thành biên giới tự nhiên với Cộng hòa Dân chủ Congo. Vùng rừng rậm bao phủ ở phía Bắc đường xích đạo và chuyển dần thành các đồng cỏ ở vùng nhiệt đới phía Nam.

## Chính trị
Congo-Brazzaville theo thể chế chính trị đa đảng từ đầu thập niên 1990, mặc dù vậy tổng thống Denis Sassou Nguesso vẫn nắm trong tay rất nhiều quyền lực và gần như không có đối thủ trong các cuộc bầu cử.

### Đối ngoại
Cộng hòa Congo thành viên của Liên hợp quốc, Tổ chức Pháp ngữ, Phong trào KLK, IMF, WTO... Nước này đang triển khai đường lối đối ngoại mở cửa, tranh thủ vốn và kỹ thuật của Mỹ, phương Tây (chủ yếu là Pháp) và các tổ chức quốc tế (như World Bank và IMF) nhằm khôi phục hạ tầng cơ sở, cải thiện mức sống của nhân dân, đưa Congo, một nước dầu mỏ trở lại con đường phát triển kinh tế sau nhiều năm nội chiến.
Congo cắt quan hệ ngoại giao với Sahraoui Dân chủ sau chuyến thăm của Charles Ganao sang Maroc (tháng 9 năm 1996). Ngày 26 tháng 12 năm 1998, Congo ký Hiệp ước không xâm lược với Cộng hòa Dân chủ Congo (Congo K) của chính quyền Kabila.

### Phân cấp hành chính

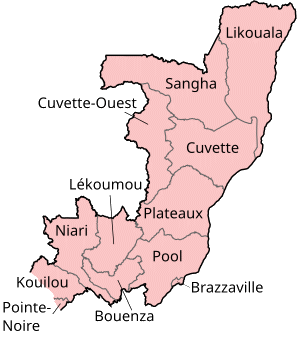
12 vùng của Cộng hòa Congo

Cộng hòa Congo được chia thành 12 vùng. Các bang được chia thành xã và huyện. Đó là:
- Bouenza
- Cuvette
- Cuvette-Ouest
- Kouilou
- Lékoumou
- Brazzaville
- Likouala
- Niari
- Plateaux
- Pool
- Sangha
- Pointe Noire

## Kinh tế

GDP bình quân đầu người của Cộng hòa Congo 1950-2018

Xuất khẩu của Cộng hòa Congo, năm 2019

Cuối những năm 1970, Congo tìm ra dầu lửa. Năm 1987 khai thác 6,3 triệu tấn, chiếm 60% thu nhập quốc dân và hơn 85% thu nhập xuất khẩu.
Nền kinh tế Cộng hoà Congo pha trộn giữa nông nghiệp làng xã và các ngành nghề tiểu thủ công nghiệp; khu vực công nghiệp chủ yếu dựa vào dầu mỏ, trụ cột của nền kinh tế, cung cấp nguồn thu và nguồn xuất khẩu chủ yếu cho chính phủ. Sau cuộc nội chiến, tháng 10 năm 1997, chính phủ đã công khai thể hiện mối quan tâm của mình trong việc tiếp tục đẩy mạnh cải cách kinh tế, tư nhân hoá và đổi mới sự hợp tác với các tổ chức tài chính quốc tế.
Nhưng những tiến bộ của nền kinh tế đã nhanh chóng bị ảnh hưởng bởi biến động của giá dầu và những cuộc xung đột vũ trang trong nước vào tháng 12 năm 1998 và gây ra sự thâm hụt ngân sách nghiêm trọng và gây khó khăn cho nền kinh tế. Nhưng việc giá dầu hồi phục trong thời gian gần đây đã thúc đẩy tăng trưởng kinh tế, năm 2010, tốc độ tăng trưởng kinh tế của nước này đạt 10,5%. Trong khi đó tỷ lệ lạm phát giữ ở mức độ ổn định, khoảng 5,2%.
Năm 2010, GDP của Congo đạt 11,88 tỷ USD, GDP bình quân đầu người đạt 3000 USD/người/năm. Tuy nhiên, phân phối thu nhập là không đồng đều chỉ tập trung vào một nhóm người và phần đông dân số vẫn sống dưới mức nghèo khổ.
Nông nghiệp chỉ đóng góp vào 4,4% GDP. Các nông sản chủ yếu là: gạo, đường, ngô, rau, cà phê, ca cao, sắn, đậu phộng, lâm sản.
Công nghiệp của Congo đóng góp vào 63,7% GDP của nước này. Công nghiệp dựa chủ yếu vào dầu mỏ với sản lượng 274,4 nghìn thùng/ngày (năm 2009). Ngoài ra còn có các ngành công nghiệp khác như xi măng, xà phòng, công nghiệp làm gỗ, thuốc lá...
Về ngoại thương, năm 2010, Congo xuất khẩu 9,2 tỷ USD. Sản phẩm xuất khẩu chủ yếu là dầu mỏ, xi măng, gỗ xẻ, gỗ dán, đường, ca cao, cà phê, kim cương. Các bạn hàng xuất khẩu của Congo là Mỹ (23%), Belarus(14%), Đức, Ý, Đài Loan, Trung Quốc.
Năm 2010, Congo nhập khẩu khoảng 3,6 tỷ USD, trong đó các mặt hàng mà nước này nhập nhiều là trang thiết bị, vật liệu xây dựng và lương thực. Các bạn hàng nhập khẩu của Congo là Pháp, Mỹ, Đức, Trung Quốc và Hà Lan.
Cơ cấu kinh tế: nông nghiệp 10%, công nghiệp 48%, dịch vụ 42%. Congo phải nhập phần lớn lương thực. Hiện nay kinh tế Congo đang suy thoái nghiêm trọng do hậu quả của nội chiến. Từ sau khi xảy ra xung đột tháng 5 năm 1997, cơ sở vật chất bị tàn phá nặng nề, tài chính kệt quệ, hệ thống giáo dục, y tế xuống cấp nghiêm trọng, thất nghiệp tăng nhanh.
Xuất nhập khẩu: năm 2007, Congo xuất khẩu dầu lửa (chiếm 50%), gỗ, gỗ dán, đường, dừa, cà phê, kim cương chủ yếu sang các nước: Mỹ (35,9%), Trung Quốc (31,4%), Đài Loan(9,9%), Hàn Quốc (8%); nhập sản phẩm dầu lửa, thiết bị, vật liệu xây dựng và thực phẩm chủ yếu từ Pháp (23%), Trung Quốc (13,2%), Mỹ (7,6%), Ấn Độ(7%).
Ngành nông nghiệp trồng trọt cây lương thực là cơ sở của nền kinh tế. Dầu mỏ là sản phẩm xuất khẩu chính và đóng góp 60% vào ngân sách quốc gia. Ngành đánh bắt cá biển và khai thác gỗ cũng mang lại nguồn lợi đáng kể.
Brazzaville và Pointe-Noire là hai trung tâm kinh tế chính của Cộng hòa Congo. Tình trạng nợ nước ngoài chồng chất, Chính phủ thực hiện các biện pháp tự do hóa nhằm khôi phục lại đầu tư của khu vực tư nhân.
Cộng hòa Congo là một trong những quốc gia có diện tích rừng lớn nhất tại châu Phi (ước khoảng 25 triệu ha rừng), do đó quốc gia Trung Phi này đang tìm kiếm đầu tư của các công ty nước ngoài vào ngành công nghiệp sản xuất, chế biến gỗ - lĩnh vực kinh tế quan trọng chỉ đứng thứ hai sau dầu mỏ.
Với 250 triệu ha rừng trong đó 57% nằm ở CH Dân chủ Congo và 10% thuộc CH Congo (hay Congo Brazzaville), khu vực lưu vực sông Congo là lá phổi sinh học lớn thứ hai thế giới sau vùng rừng Amazone. Lưu vực này bao trùm lên lãnh thổ của các nước Angola, Burundi, Cameroun, Congo-Brazzaville, Gabon, Guinea Xích đạo, Cộng hòa Trung Phi, CH Tchad, Cộng hòa Dân chủ Congo]], Rwanda và São Tomé và Principe.
So với các khu vực rừng nhiệt đới khác, rừng ở lưu vực sông Congo còn tương đối nguyên vẹn. Tuy nhiên, nếu tình trạng phá rừng còn tiếp tục diễn ra với nhịp độ như hiện nay (30.000-40.000ha/năm) thì những khu rừng ở đây sẽ bị phá hủy giống như tại khu vực Đông và Tây Nam Á.
Trong một nghiên cứu mới đây của Tổ chức Nông Lương Liên hiệp quốc (FAO) về tình trạng tài nguyên rừng thế giới, năm 2011, khu vực Trung Phi chiếm 37% tổng diện tích rừng trên Trái Đất.
Tại CH Congo, rừng bao phủ 25 triệu ha, tương đương khoảng 70% lãnh thổ quốc gia. Đây là nước có diện tích rừng lớn thứ hai ở châu Phi sau Cộng hòa Dân chủ Congo. Ngoài rừng tự nhiên, Congo còn trồng mới 86.000 ha chủ yếu là bạch đàn (73.000 ha), limba (7.500 ha), thông (4.500 ha), các loại cây khác (1000 ha).
Tiềm năng khai thác gỗ ước đạt 2 triệu m3/năm, tuy nhiên nước này chưa bao giờ đạt sản lượng trên con số 850.000 m3. Những cây gỗ chính gồm có cây trám hồng, gỗ tếch, gụ, bạch đàn, gỗ limba, gỗ xoan đào (sapelli).
Ngành lâm nghiệp của Cộng hòa Congo vẫn bị ảnh hưởng nặng nề bởi cuộc khủng hoảng kinh tế thế giới tuy nhiên đã bắt đầu có dấu hiệu phục hồi. Đóng góp vào GDP là rất nhỏ (3%). Sản xuất gỗ tròn, gỗ xẻ giảm từ 77.109 m3 trong năm 2009 xuống còn 14.662 m3 trong năm 2010 do giá gỗ xẻ trên thị trường quốc tế vẫn thấp. Tuy nhiên, sự gia tăng nhu cầu từ các nước châu Á đặc biệt là từ Trung Quốc (70% gỗ của Congo được xuất sang Trung Quốc), Tây Ban Nha và Bồ Đào Nha đang mở ra triển vọng mới cho ngành khai thác gỗ của nước này. Ở Congo hiện có 2 công ty chi phối ngành sản xuất gỗ là Olam - tập đoàn có trụ sở tại Singapore và công ty gỗ CIB của Congo, chi nhánh của tập đoàn Đan Mạch Dalhoff Larsen & Horneman.
Năm 2011, Congo tiếp tục duy trì các biện pháp nhằm giảm những tác động tiêu cực của cuộc khủng hoảng đối với ngành gỗ như xuất khẩu đến 30% gỗ tươi và tạo điều kiện thuận lợi cho việc thanh toán thuế đốn cây. Việc chế biến gỗ vẫn là một lựa chọn ưu tiên của Congo với việc chú trọng đào tạo nguồn nhân lực. Hơn nữa, việc áp dụng giấy phép chứng nhận gỗ sẽ giúp nước này thu được nhiều lợi ích.
Mục tiêu của chính sách lâm nghiệp Cộng hòa Congo là bảo đảm phát triển kinh tế, xã hội và sinh thái của đất nước trên cơ sở quản lý bền vững các nguồn tài nguyên rừng và hệ động vật trong đó:
Về mặt công nghiệp, Congo chủ trương chế biến gần như toàn bộ gỗ sản xuất trong nước. Phát triển một ngành công nghiệp gỗ tích hợp có năng suất cao và về trung hạn, cơ cấu lại các nhà máy chế biến gỗ hiện nay; Nâng cao hiệu quả của các đơn vị công nghiệp phụ trách những rừng trồng bạch đàn và thông. Ứng dụng những thành tựu khoa học, kỹ thuật cho ngành công nghiệp gỗ.
Về mặt xuất khẩu, cho phép xuất khẩu có thời hạn các loại gỗ có giá trị gia tăng cao hơn giá trị mà ngành công nghiệp chế biến gỗ địa phương mang lại. Tuy nhiên, những giao dịch này không được vượt quá một số mức trần quy định đối với các loại gỗ tươi. Thiết lập một loại phí đối với gỗ xuất khẩu thu theo hướng giảm dần tùy theo mức độ chế biến xuống còn 0% đối với hàng thành phẩm. Tăng cường việc kiểm soát gỗ xuất khẩu và theo dõi các thị trường xuất khẩu nhằm tối ưu hóa các nguồn thu cho ngân sách Nhà nước.
Về mặt thuế, dành cho các công ty lâm nghiệp những ưu đãi thuế quan bằng cách áp dụng bộ luật đầu tư sửa đổi. Áp dụng hệ thống thuế lâm nghiệp linh hoạt có tính đến những vùng sản xuất gỗ khó tiếp cận. Nâng cao giá trị gia tăng của gỗ ngay tại địa phương.
Ông Henri Djombo, Bộ trưởng Môi trường và Lâm nghiệp Cộng hòa Congo cho biết Congo mong muốn phát huy thế mạnh của ngành công nghiệp gỗ bằng cách kêu gọi doanh nghiệp của những nền kinh tế mới nổi như Trung Quốc, Ấn Độ, Brasil... hợp tác, đầu tư vào lĩnh vực này.

## Nhân khẩu
Cộng hòa Congo có số lượng dân cư thưa thớt, phần lớn dân số tập trung ở phần phía Tây Nam của đất nước, để lại những khu vực rộng lớn của khu rừng nhiệt đới ở miền Bắc hầu như không có người ở. Do đó, Congo là một trong những nước có mức đô thị hóa cao nhất ở châu Phi, với 70% tổng dân số sống ở khu vực đô thị, cụ thể là tại Brazzaville, Pointe-Noire hoặc một trong những thành phố nhỏ, làng dọc theo chiều dài 534 km đường sắt nối liền hai thành phố lớn này. Trong khu vực nông thôn, hoạt động công nghiệp và thương mại đã giảm nhanh chóng trong những năm gần đây, để lại nền kinh tế nông thôn phụ thuộc vào sự hỗ trợ của chính phủ và tự cung tự cấp.
Dân tộc và ngôn ngữ của Cộng hòa Congo là đa dạng. Nước này công nhận 62 ngôn ngữ được nói trong nước, nhưng cia thành ba loại ngôn ngữ chính. Các bộ tộc thuộc sắc tộc Kongo là nhóm dân tộc lớn nhất chiếm khoảng một nửa dân số. Các nhóm đáng chú ý nhất của Kongo là Laari sống tại tại Brazzaville, Pool, Vili và xung quanh Pointe-Noire và dọc theo bờ biển Đại Tây Dương. Nhóm lớn thứ hai là người Teke sống ở phía bắc Brazzaville chiếm 17% dân số. Người Boulangui (M'Boshi) sống ở phía tây bắc và ở Brazzaville chiếm 12% dân số.Người Pygmy chiếm 2% dân số Congo.
Trước khi cuộc chiến tranh năm 1997, có khoảng 9.000 người châu Âu và các quốc gia châu Phi sống ở Congo, nhất là những người Pháp, hiện giờ chỉ có một phần nhỏ của con số này vẫn còn ở lại. Khoảng 300 người Mỹ cư trú tại Congo.

### Tôn giáo
Tôn giáo tại Cộng hòa Congo (2011)
Người dân Cộng hòa Congo phần lớn theo Công giáo và Tin Lành, khoảng 50,5% và 40,2% dân số. Phần lớn các Kitô hữu trong nước là Công giáo Rôma, trong khi số còn lại bao gồm nhiều giáo phái Kitô giáo khác. Tín đồ Hồi giáo chiếm 1,3% dân số, chủ yếu là do một làn sóng lao động nước ngoài sang ở tại các trung tâm đô thị.

### Giáo dục

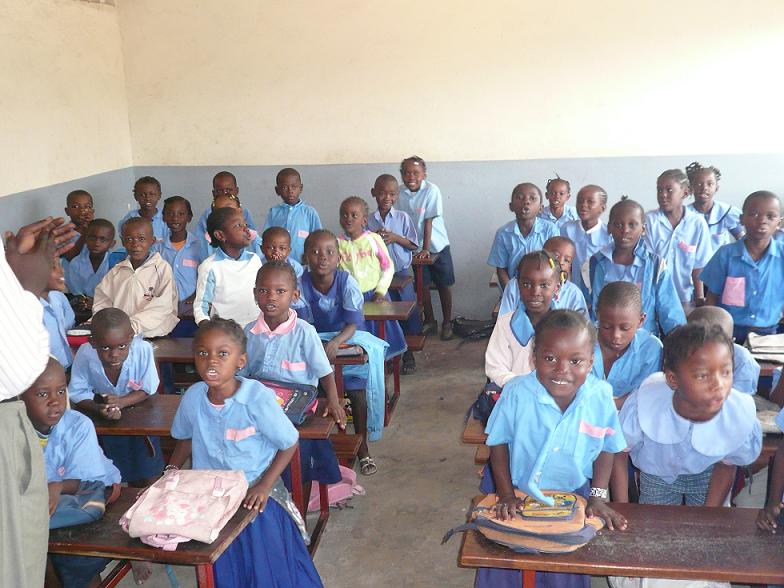
Các em học sinh trong lớp học, Cộng hòa Congo

Giáo dục công về mặt lý thuyết là miễn phí và bắt buộc cho trẻ dưới 16 tuổi, nhưng trong thực tế, chi phí cho việc học tập vẫn tồn tại. Tỷ lệ học sinh tiểu học là 44% trong năm 2005, ít hơn nhiều so với 79% vào năm 1991.
Giáo dục ở độ tuổi từ sáu đến mười sáu là bắt buộc. Học sinh hoàn thành sáu năm học tiểu học, bảy năm trung học cơ sở mới có được bằng tú tài. Ở trường đại học, sinh viên học cử nhân trong ba năm và thạc sĩ là bốn năm. Đại học Marien Ngouabi cung cấp các khóa học trong y học, pháp luật và một số các lĩnh vực khác, đây là đại học công lập duy nhất của đất nước.
Hệ thống giáo dục ở Cộng hòa Congo gần như hoàn toàn theo mô hình hệ thống giáo dục của Pháp. Cơ sở hạ tầng giáo dục đã xuống cấp nghiêm trọng do hậu quả của cuộc khủng hoảng chính trị và kinh tế. Không có ghế trong hầu hết các lớp học, buộc trẻ em ngồi trên sàn nhà.